# Basflödesgranat

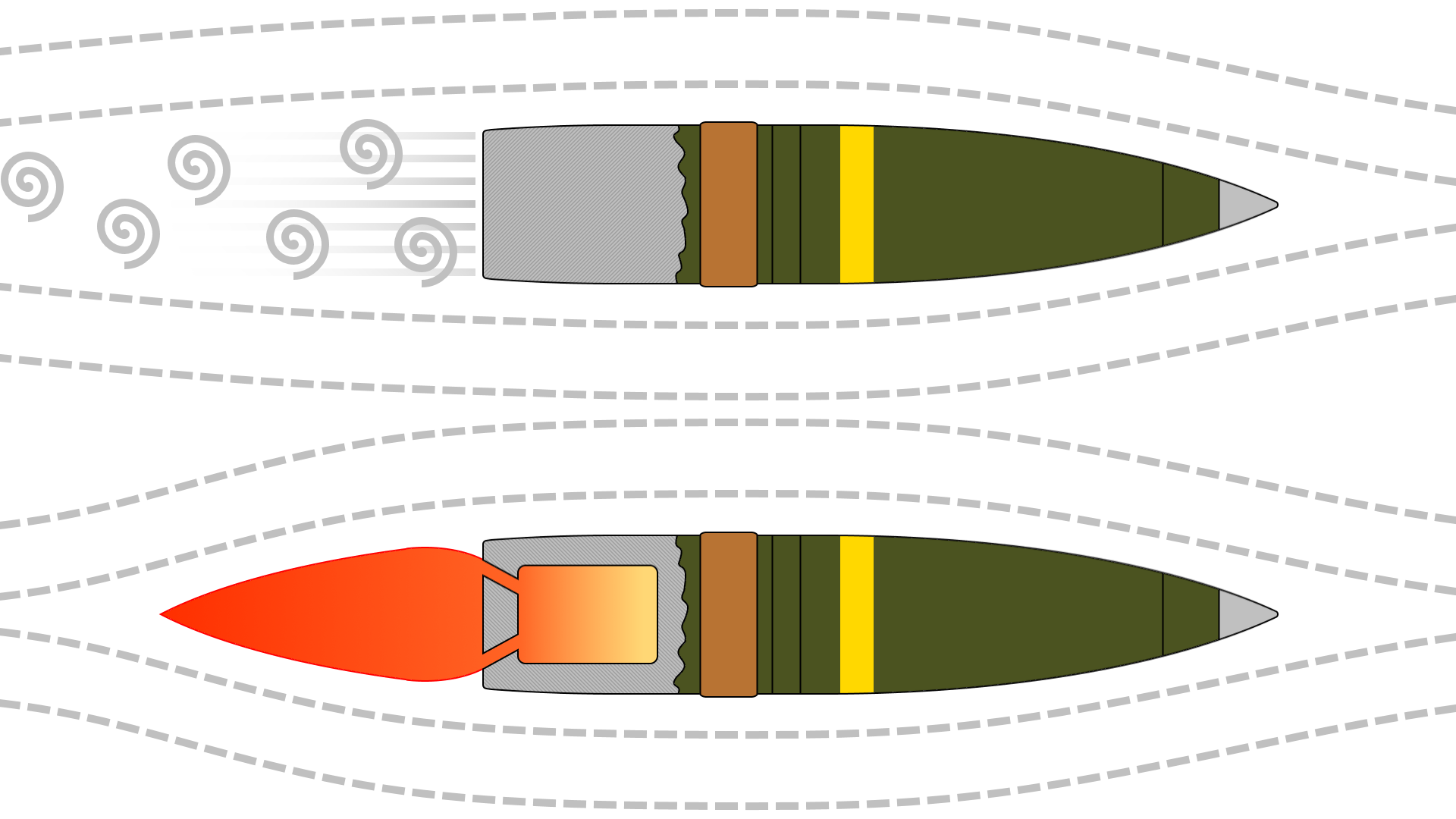
Grundprincip över en basflödesgranat (nedre) gentemot en normalgranat (övre). Gasutströmningen från krutgasgeneratorn i basflödesgranaten fyller upp vakuumet bakom projektilen och minskar luftmotståndet.

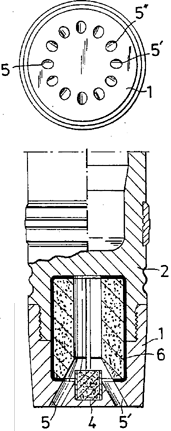
Utformning av en basflödesgranat. Övre teckning redovisar granatens bas som är försedd med dysor för gasutströmning. Undre teckning visar en genomskärning av granatens bas för att redovisa krutgasgeneratorn.

En basflödesgranat är en artillerigranat utformad med en krutgasgenerator i basen för att under projektilbanan fylla ut vakuumet skapat av granatens platta bas med krutgas för att minska luftmotståndet och därmed öka räckvidden.
Genom att anpassa granatens form för basflödebas kan skottvidden på en granat ökas med cirka 25 till 30 %. På moderna basflödesgranater tar krutgasgeneratorn inte någon plats från stridsdelen.
Basflödesgranater används på kanoner och haubitsar med lång räckvidd. Av kostnadsskäl är normalt bara en del av granaterna basflödesgranater, och dessa används bara på de längsta avstånden.

## Funktion
Basflödesgranater är utformade med en hålighet i basen vilken håller en liten krutladdning kallad krutgasgenerator. Krutgasgeneratorn tänds vid avfyrning och brinner långsamt under granatens projektilbana. Genom ett antal dysor i granatens bas genererar krutgasgeneratorn en krutgasflamma bakom granaten som fyller ut den aerodynamiska tomheten bakom granaten. Denna tomhet bildas av den platta basen hos traditionella artillerigranater och består i princip av ett lågtrycks vakuum som suger åt sig granatens energi och skapar luftmotstånd, även kallat undertryck. Genom att då fylla ut tomheten med krutgasen får granaten en mer aerodynamisk form och kan därför flyga längre.
Trots bakflödet av krutgaser ökar inte granatens hastighet på något nämnvärt sätt. Generering av krutgaser är ganska svag för att få lång brinntid och krutgasgeneratorn klassas därför inte som en raketmotor.

## Historia
Principen med basflöde utvecklades vid FOA och artilleribyrån vid dåvarande KMF (sedermera FMV-M) i slutet av 1960-talet i och med utveckling av ammunition till det som skulle komma att bli KA-systemet 12/70. Ursprunget var utvecklingen av en projektil kallad reatil, som med hjälp av en liten raketmotor skulle få längre räckvidd. Redan 1966 kom man fram till att en liten gasgenerator i projektilens bas skulle räcka för att ge längre skottvidd och minskad spridning. De första fullskaleförsöken med modifierade 10,5 cm stålgranater genomfördes 1969 med mycket goda resultat varpå principen infördes med början på 7,5 cm sjömålsgranat m/66 till 7,5/57 och senare på i stort sett alla sjömålsgranater i kustartilleriet som därmed blev först i världen med att införa basflödesgranater.
Basflödesgranaten patenterades i Sverige 1971 och patentet var till en början hemligstämplat. Detta avhemligades dock relativt snabbt i och med att basflödesladdningarna till 12 cm sjömålsgranat m/70 skulle tillverkas av ett amerikanskt företag. I samband med detta såldes utlandsrättigheterna i ett antal omgångar och hamnade så småningom hos företaget SRC (Space Research Corporation), ägt av "artillerigeniet" Gerald Bull. Bull trodde från början inte att skottvidden skulle öka särskilt mycket med basflödesgranater men den åsikten fick han revidera ganska kraftigt efter några mycket lyckade provskjutningar. 
Numera är basflödesprincipen allmänt använd och spridd över större delen av världen.